# Chazafijja
Chazafijja (arab. خزفية) – wieś w Syrii, w muhafazie Aleppo, w dystrykcie Afrin. W 2004 roku liczyła 1502 mieszkańców.